# Cerebrósido
Los cerebrósidos

Una galactosiceramida

son glucolípidos o glucoesfingolípidos, importantes componentes de la membrana celular del músculo y las células nerviosas (neuronas), moléculas del sistema nervioso central (SNC) y periférico (SNP), que forman parte de la mielina.

## Estructura

β-D-Galactosilceramida, un galactocerebrósido.

La estructura fundamental de los esfingolípidos y por lo tanto de los glucoesfingolípidos, grupo al que pertenecen los cerebrósidos, es la ceramida (esfingosina + ácido graso). 
En la ceramida encontramos dos cadenas hidrocarbonadas: una perteneciente a la esfingosina y la otra propia del ácido graso. 
Los cerebrósidos constan de una molécula de ceramida a la que se une un monosacárido mediante enlace β-glucosídico en el grupo hidroxilo de la ceramida. El monosacárido puede ser tanto glucosa como galactosa, lo que origina dos familias de cerebrósidos, los glucosilcerebrósidos y los galactosilcerebrósidos.

Los sulfátidos poseen una galactosa esterificada con sulfato en el carbono 3.
Mientras que los galactosilcerebrósidos son encontrados de manera característica en las membranas plasmáticas de las células del tejido nervioso, los glucosilcerebrósidos son encontrados solamente en células de tejidos no nerviosos.
Los galactosilcerebrósidos están presentes en todos los tejidos nerviosos, y pueden llegar a representar el 2 % del peso deshidratado de la materia gris y el 12 % de la materia blanca. Son el principal constituyente de los oligodendrocitos. Son especialmente abundantes, al igual que las esfingomielinas, en las vainas mielínicas que rodean los axones de algunas neuronas.
Los glucosilcerebrósidos están presentes a bajos niveles en células animales del bazo, eritrocitos y también en algunos tejidos nerviosos. Son los principales componentes de los lípidos de la piel, donde son esenciales para la formación del cuerpo laminar en la capa córnea y para el mantenimiento de la barrera de hidropermeabilidad de la piel. Los glucosilcerebrósidos son los únicos glucoesfingolípidos comunes en plantas, hongos y animales; y los principales en las células vegetales —los galactosilcerebrósidos, por su parte, no han sido encontrados en plantas—. Son el principal componente de las capas externas de la membrana plasmática.

## Síntesis
La biosíntesis de los cerebrósidos requiere una transferencia directa del azúcar de un nucleótido, como la uridina 5-difosfato (UDP)-galactosa, o la UDP-glucosa a la ceramida. La reacción catalizada por la glucosiltransferasa da como resultado una inversión de la estereoquímica del enlace glucosídico, pasando del tipo α al β. La síntesis de los cerebrósidos tiene lugar en el retículo endoplasmático y en las membranas citosólicas del aparato de Golgi.

## Propiedades físicas
El punto de fusión de los cerebrósidos es considerablemente mayor que la temperatura fisiológica del cuerpo, >37.0 °C, dotándolos de una estructura paracristalina, similar a la del cristal líquido. Las moléculas de cerebrósidos son capaces de formar hasta ocho enlaces de hidrógeno entre los hidrógenos polares del azúcar y los grupos amida e hidroxilo de la esfingosina, base de la ceramida. Estos puentes de hidrógeno presentes en los cerebrósidos tienen como consecuencia un alineamiento compacto de las moléculas y la aparición de una temperatura de transición. Los cerebrósidos, junto con el colesterol, son frecuentes en los microdominios de balsas lipídicas, que son lugares importantes para la unión de proteínas, y en los receptores de interacciones enzimáticos.

## Catabolismo
La degradación de los cerebrósidos tiene lugar en el lisosoma, que en las células animales contiene enzimas digestivas. Los lisosomas rompen los cerebrósidos en sus principales componentes: esfingosina, azúcar y ácido graso.

## Análisis químico
El análisis de los cerebrósidos puede realizarse mediante una cromatografía en capa fina de alta resolución, una cromatografía líquida de alta eficacia (HPLC) y una espectrometría de masas. La HPLC de fase reversa es el método estándar de separación de especies moleculares, a menudo después de una benzoilación, permitiendo detectar los lípidos mediante una espectrometría ultravioleta.

## Rol en enfermedades
Un defecto en la degradación de los glucosilcerebrósidos origina la enfermedad de Gaucher; un defecto para los galactosilcerebrósidos es la enfermedad de Krabbe. También es uno de los síntomas de la Peste Bubónica o Peste Negra, que atacó en la Edad Media a Europa causando que una tercera parte de la población europea de entonces, falleciera.